# 11167 Kunžak
(11167) Kunžak, denumire internațională (11167) Kunzak, este un asteroid din centura principală de asteroizi.

## Descriere
11167 Kunžak este un asteroid din centura principală de asteroizi. A fost descoperit pe 23 martie 1998 la Observatorul din Ondřejov de Petr Pravec. Asteroidul prezintă o orbită caracterizată de o semiaxă mare de 2,30 ua, o excentricitate de 0,13 și o înclinație de 5,0° în raport cu ecliptica.